# 澳門喜來登大酒店
澳门喜来登大酒店（Sheraton Grand Macao），位於路氹城，路氹連貫公路澳門倫敦人的一個五星级酒店發展項目，是Las Vegas Sands Corp.所有，由萬豪國際集團管理，是澳門綜合度假城澳門倫敦人®其中一員。擁有4,001間客房及套房的澳門喜來登大酒店是澳門最大型的酒店，酒店在2012年9月開業。

## 名稱
酒店開業時名為澳门金沙城中心喜来登酒店（Sheraton Macao Cotai Central），及後配合喜來登品牌重塑升格為澳门喜来登金沙城中心大酒店（Sheraton Grand Macao Cotai Central）。2020年1月，为配合金沙城中心的改造計劃，酒店中文名更為現名，而英文名则更改为 Sheraton Grand Macao, Cotai Strip 。同年10月，酒店英文名更改为现名。
2024年10月，配合倫敦人二期翻修工程，“喜來登酒店”更名為“倫敦人名匯”（Londener Grand），第一座大樓預計2025年初完成翻新，第二座大樓預計2025年5月或之前完成。

## 住宿
- 4,001間客房，包括豪華客房、行政客房和各種套房
- 大床房或雙床房面積452平方英呎/42平方米，套房面積893平方英呎/83平方米至2,239平方英呎/208平方米

## 醫學觀察酒店及隔離治療酒店
2020年3月28日至4月23日，6月7日至8月14日，酒店特設「喜來登大酒店特設隔離區域」已經預留2,000個房間，但按當時需求，政府只使用500個房間作隔離醫學觀察用途。

2020年12月19日起，酒店特設「喜來登大酒店特設隔離區域」再度使用並成為「自選醫學觀察酒店」。
2021年2月20日至2021年4月19日，酒店特設再度使用為「自選醫學觀察酒店」。2021年6月14日至2021年11月中旬因醫學觀察酒店隔離需求大增，酒店特設再度使用為「自選醫學觀察酒店」。2022年5月30日，新型冠狀病毒感染應變協調中心宣佈因應暑假在即，海外回澳居民增加，於6月2日起新增澳門喜來登大酒店作一般自選醫學觀察酒店，供由香港特別行政區來澳人士作醫學觀察，由5月31日中午12時起開放預訂。
2022年6月29日，因應澳門新一輪大規模疫情陽性感染患者不斷增加，在應變協調中心新聞發佈會上，衛生局局長羅奕龍表示，即日起啟用該酒店宏地樓作為收治感染者的隔離設施，共2,000間房。

## 會議和活動
- 澳門喜來登金沙城中心大酒店提供逾160,000 平方英呎/15,000平方米的會議空間，另外還有毗鄰金沙城中心裡可供靈活使用54,000平方英呎/5,000平方米的會議空間。

## 其他服務和設施
- 1間喜來登健身中心
- 擁有15間水療室的喜來登「炫逸」水療
- 3座室外游泳池設有池畔小屋，游泳池平檯面積達129,166平方尺/12,000平方米
- 3家特色餐廳：「班妮」、「盛宴」和「鮮」；1個大堂酒廊：「喜柏咖啡酒廊」； 3個池畔酒廊與咖啡廳以及客房送餐服務
- 商務中心
- 酒店公共區域24小時提供免費高速無線上網
- 禮賓服務
- 娛樂設施
- 代客泊車
- 團隊專有入口，辦理入住手續櫃檯和停車場
- 毗鄰路氹金光大道®

## 獎項
澳門喜來登大酒店員工於「2021年度大中華區Stelliers酒店人獎」獲得兩個獎項,分別為「年度前台酒店人」以及「年度禮賓員酒店人」。

## 醜聞

### 六名住客強制隔離期間擅開房門食煙飲酒交談
2022年6月中旬，網上流傳2段影片，指有人於隔離期間打開房門。澳門治安警經調查後證實當日有兩名女子入住喜來登酒店客房，並承認在醫學觀察期間曾打開酒店房門。其中有女子於6月22日晚上將啤酒拋向對面房間內的兩名女性朋友，其後有4名女子被告，年齡介乎35至36歲，3人持中國往來港澳通行證（雙程證）、1人持香港居民身份證。另外，在6月23日凌晨，1名年約29歲男子在喜來登酒店隔離期間曾經打開房門吸煙，並與對面房間的1名男性朋友交談及喝酒，兩人都是澳門居民。治安警指6人均涉嫌違反澳門《傳染病防治法》，案件將移交當地檢察院偵辦。

## 外部連結
- 澳門喜來登金沙城中心大酒店官方網站

- 澳門喜來登金沙城中心大酒店目的地網站